# Tom Perrotta
Tom Perrotta, właśc. Thomas R. Perrotta (ur. 13 sierpnia 1961 w Newark) – amerykański pisarz i scenarzysta filmowy, nominowany do Oscara.

## Życiorys
Urodził się w katolickiej rodzinie imigrantów – włoskiego ojca i matki pochodzącej z Arboreszów. W 1983 uzyskał B.A. z anglistyki na Uniwersytecie Yale, a w 1987 dyplom Master of Arts z zakresu pisania kreatywnego na Uniwersytecie w Syracuse. Przez kilka lat był pracownikiem Uniwersytetu Yale; później zajął się prowadzeniem zajęć z pisania kreatywnego na Uniwersytecie Harvarda.
Jako pisarz zyskał rozpoznawalność po wydaniu w 1998 powieści Election. Rok później Alexander Payne na jej podstawie nakręcił film Wybory, uzyskując za scenariusz adaptowany wraz z Jimem Taylorem nominację do Oscara. Największy sukces Tom Perrotta odniósł powieścią Little Children z 2004, która stała się bestsellerem. W oparciu o nią w 2006 powstał film Małe dzieci z Kate Winslet w roli głównej z nominacjami do Oscara w trzech kategoriach – w tym dla najlepszego scenariusza adaptowanego dla Toma Perrotty i reżysera Todda Fielda. W 2011 opublikował powieść The Leftovers. Został także współscenarzystą i producentem nakręconego na jej podstawie serialu telewizyjnego Pozostawieni, w którym zagrali m.in. Justin Theroux, Amy Brenneman i Carrie Coon

## Powieści
- 1995: Bad Haircut: Stories of the Seventies
- 1997: The Wishbones
- 1988: Election
- 2000: Joe College
- 2004: Little Children
- 2007: The Abstinence Teacher
- 2011: The Leftovers
- 2013: Nine Inches, Stories[6]